# Euchlaena detractaria
Euchlaena detractaria là một loài bướm đêm trong họ Geometridae.